# Rhopalodinopsis
Genre
Rhopalodinopsis est un genre d'holothuries (concombre de mer) de la famille des Rhopalodinidae. 

## Liste des espèces
Selon World Register of Marine Species (22 mars 2015) :
- Rhopalodinopsis capensis Heding, 1937
- Rhopalodinopsis collalongus Cherbonnier, 1988